# Religioni in Benin
Il cristianesimo è la religione più diffusa in Benin. Secondo i dati del censimento del 2013, i cristiani rappresentano circa il 49% della popolazione; l'islam è la seconda religione, seguita dal 28% circa della popolazione; le religioni africane tradizionali sono seguite dal 15% circa della popolazione; il 2% circa della popolazione segue altre religioni; il rimanente 6% della popolazione non segue alcuna religione. Secondo altre stime più recenti, la percentuale della popolazione che segue le religioni africane sarebbe maggiore (il 23% circa) mentre il numero dei cristiani e dei musulmani sarebbe inferiore (rispettivamente il 43% e il 24%); il 3% circa della popolazione seguirebbe altre religioni e il 7% circa non seguirebbe alcuna religione. Stime dell'Association of Religion Data Archives (ARDA), riferite al 2015, danno i cristiani al 43% circa della popolazione, i musulmani al 29% circa e le religioni africane al 22% circa. Le pratiche religiose tradizionali sono in realtà seguite anche da una parte della popolazione che si dichiara cristiana o musulmana. La costituzione stabilisce che il Benin è uno stato laico e prevede la libertà di religione entro i limiti stabiliti dalla legge. Tutte le organizzazioni religiose devono registrarsi. Nelle scuole pubbliche non è previsto l'insegnamento delle religioni. Le religioni registrate possono aprire proprie scuole nel rispetto dei requisiti di legge.

## Religioni presenti

### Cristianesimo
Rispetto alla stima che dà i cristiani beninesi al 43% della popolazione, si è rilevato che la maggioranza di essi sono cattolici (circa il 28% della popolazione); i protestanti sono circa l'8% della popolazione e la restante percentuale (circa il 7%) sono cristiani di altre denominazioni.
La Chiesa cattolica è presente in Benin con 2 sedi metropolitane e 8 diocesi suffraganee. 
I gruppi protestanti presenti in Benin comprendono metodisti, pentecostali, luterani, battisti e avventisti del settimo giorno. La principale denominazione protestante in Benin è costituita dalle Assemblee di Dio, seguita dalla Chiesa protestante metodista del Benin.
Fra i cristiani di altre denominazioni, il gruppo più numeroso è la Chiesa dei cristiani celesti, un culto sincretico africano che in Benin rappresenta circa il 6% della popolazione. Sono inoltre presenti la Chiesa di Gesù Cristo dei Santi degli Ultimi Giorni (i Mormoni), i Testimoni di Geova e la Chiesa dell'unificazione

### Islam
I musulmani presenti in Benin sono in maggioranza sunniti malikiti; sono presenti anche piccolissimi gruppi di  sciiti e di ahmadiyya. 

### Religioni africane
La religione africana tradizionale maggiormente seguita nel Paese è il vudù, praticato dal 75%-80% dei seguaci delle religioni africane in Benin. Un'altra religione africana tradizionale seguita in Benin è quella del popolo Yoruba, basata sulla venerazione degli Orisha. Il vudù e le altre forme religiose animiste esercitano in Benin una forte influenza su molti aspetti della vita e non è raro che vengano praticate in combinazione con il cristianesimo o l'islam.

### Altre religioni
In Benin sono presenti piccoli gruppi di bahai e di seguaci della religione Eckankar.